# سینمای ماداگاسکار

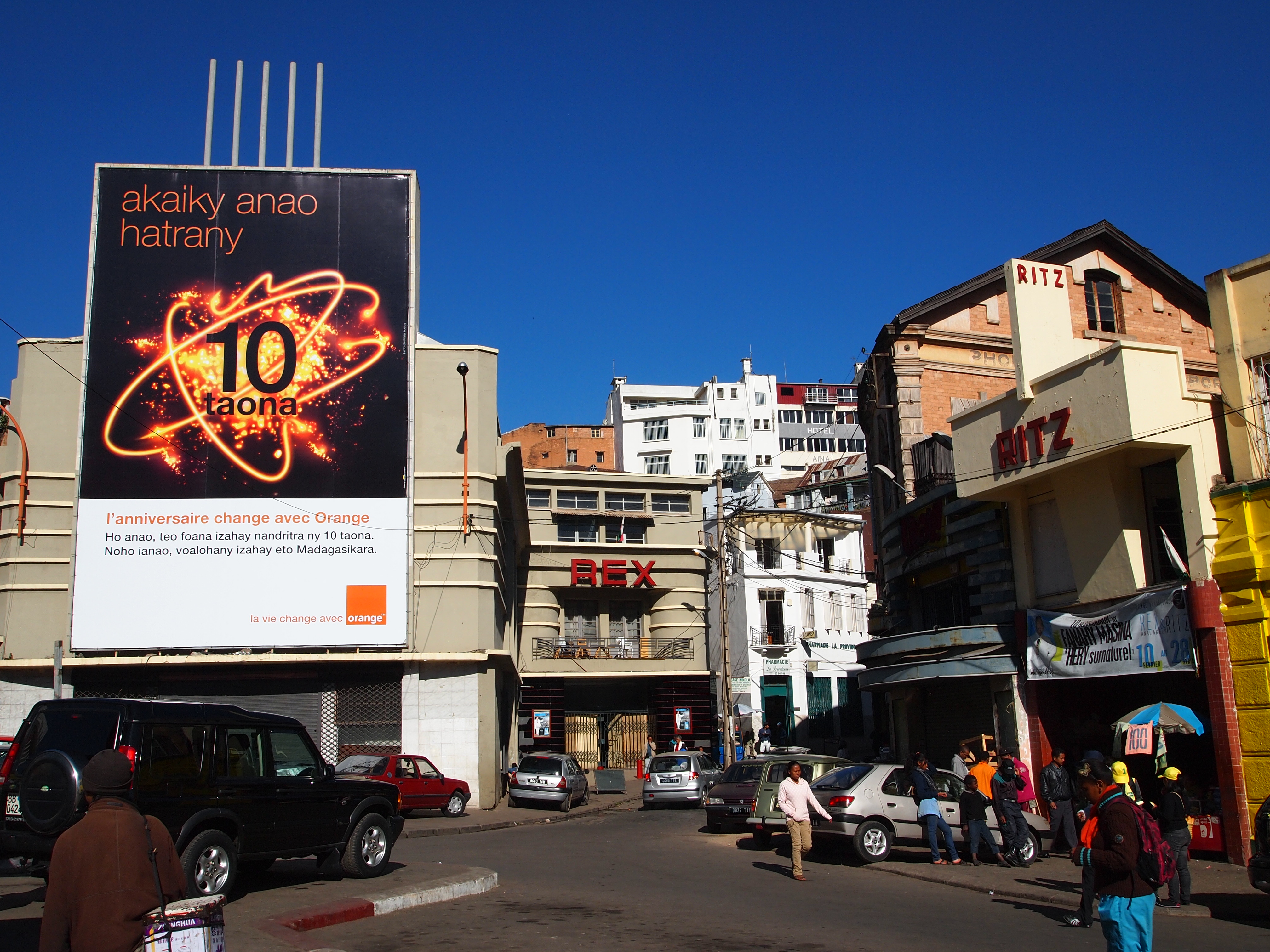
سینمایی متروکه در آنتاناناریوو

سینمای ماداگاسکار به صنعت فیلم‌سازی در این سرزمین اشاره دارد. ماداگاسکار از سال ۱۸۹۶ از جمله مستعمرات امپراتوری فرانسه بوده‌است، این کشور در سال ۱۹۶۰ با عنوان جمهوری مالاگاسی از فرانسه مستقل شد و در سال ۱۹۷۵ نام این کشور به جمهوری دموکراتیک ماداگاسکار تغییر نمود. در زبان مالاگاسی، سینما به Sarimihetsika ترجمه شده که به معنای تصویر متحرک است.

## پیشینه
قدیمی‌ترین تولید سینمایی در ماداگاسکار در سال ۱۹۳۷ توسط یک شهروند مالاگاسی به نام راهب فیلیپ رابرجو با عنوان رسالاما، شهید کارگردانی شد. این فیلم سیاه و سفید ۲۲ دقیقه‌ای که با دوربین ۹٫۵ میلیمتری تصویربرداری شده بود دربارهٔ خواهر رسالاما راهبه فداکار سرزمین ماداگاسکار است. اکنون نسخه کامل رسالاما، شهید از بین رفته‌است و تنها ۱۱ دقیقه از فیلم موجود می‌باشد.

## سینمای پس از استقلال

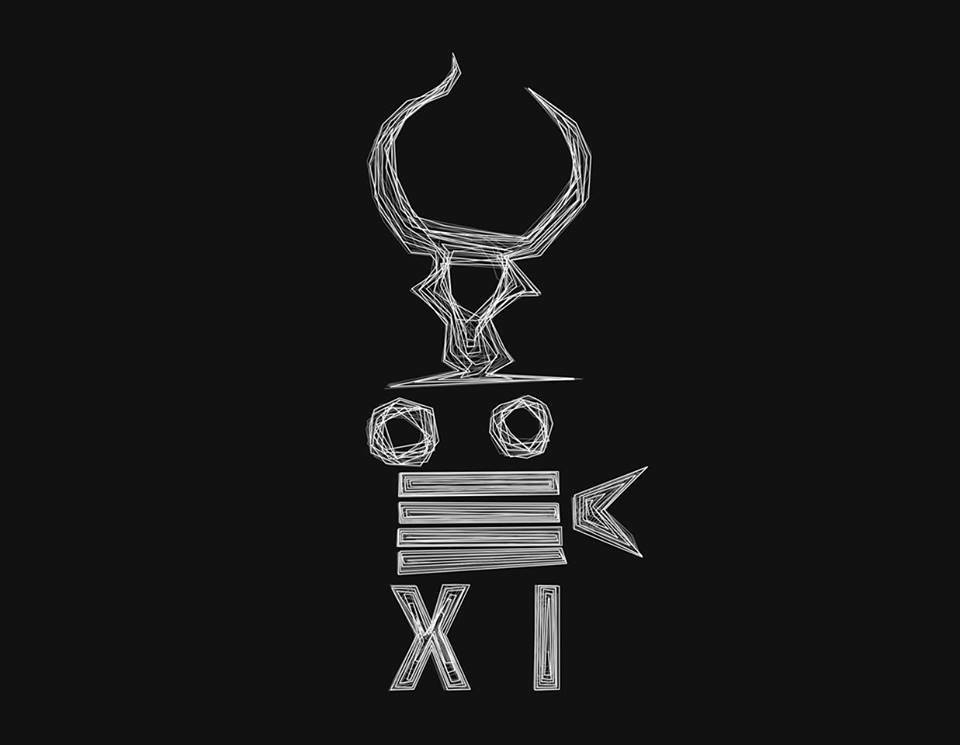
لوگوی فستیوال فیلم کوتاه ماداگاسکار

در سال‌های بعد از استقلال ماداگاسکار، این سرزمین هنوز از بی‌ثباتی سیاسی رنج می‌برد. این دوره پیچیده پس از استعمار نه تنها منجر به تعطیلی یا تبدیل سینماهای کشور به عبادتگاه‌های مذهبی شد. همچنین تقریباً کل صنعت فیلم‌سازی با خاک یکسان شد؛ و تا امروز هنوز سینمای عمومی در ماداگاسکار وجود ندارد.
از سال ۲۰۰۶ با تأسیس فستیوال فیلم کوتاه ماداگاسکار (Rencontres du Film Court Madagascar) صنعت فیلم نیز به آرامی شروع به بهبود کرد. بدنه سینمایی کوچک ماداگاسکار عمدتاً بودجه دولتی برای تولید فیلم دریافت نمی‌کنند با این وجود سالانه حدود ۶۰ فیلم کوتاه و ۱ یا ۲ فیلم سینمایی ساخته می‌شود.

## سینمای حال حاضر
مشهورترین کارگردان بدنه سینمایی ماداگاسکار ریموند راجاوناریولو است. او که فارغ‌التحصیل دانشگاه مونپلیه است در سال ۱۹۸۸ فیلم کوتاه گسترش شایعات را ساخت. این اولین اثر یک سینماگر اهل ماگاسکار بود که در جشنواره‌های مهمی مانند جشنواره فیلم کن، جشنواره فیلم تائورمینا و جشنواره فیلم کارتاژ به نمایش درآمد و برنده جایزه شد. وقتی ستارگان با دریا ملاقات می‌کنند (۱۹۹۶) نیز اولین فیلم بلند ریموند راجاوناریولو بود که در گستره سینمای آفریقا به اکران رسید.